# Barão de Santa Comba Dão
Barão de Santa Comba Dão é um título nobiliárquico criado por D. João VI de Portugal, por Decreto de 8 de Setembro de 1825, em favor de José Maria de Sousa Macedo Almeida e Vasconcelos.
Titulares
1. José Maria de Sousa Macedo Almeida e Vasconcelos, 1.º Barão de Santa Comba Dão;
2. Miguel Maria de Sousa Horta Almeida e Vasconcelos, 2.º Barão de Santa Comba Dão.

Após a Implantação da República Portuguesa, e com o fim do sistema nobiliárquico, usaram o título: 
1. Miguel Maria de Sousa Horta e Costa, 3.º Barão de Santa Comba Dão;
2. Miguel de Sousa e Vasconcelos Horta e Costa, 4.º Barão de Santa Comba Dão;
3. Miguel Jorge Fleming Horta e Costa, 5.º Barão de Santa Comba Dão;
4. Miguel Nuno Oliveira Horta e Costa, 6.º Barão de Santa Comba Dão.